# Cry (singolo Simple Minds)
Cry è un singolo del gruppo musicale britannico Simple Minds, il primo estratto dall'album omonimo nel 2002.

## Classifiche
| Classifica (2002) | Posizione massima |
| ----------------- | ----------------- |
| Belgio (Fiandre)  | 53                |
| Belgio (Vallonia) | 57                |
| Germania          | 92                |
| Italia            | 25                |
| Paesi Bassi       | 65                |
| Regno Unito       | 47                |